# Quinta do Vinagre

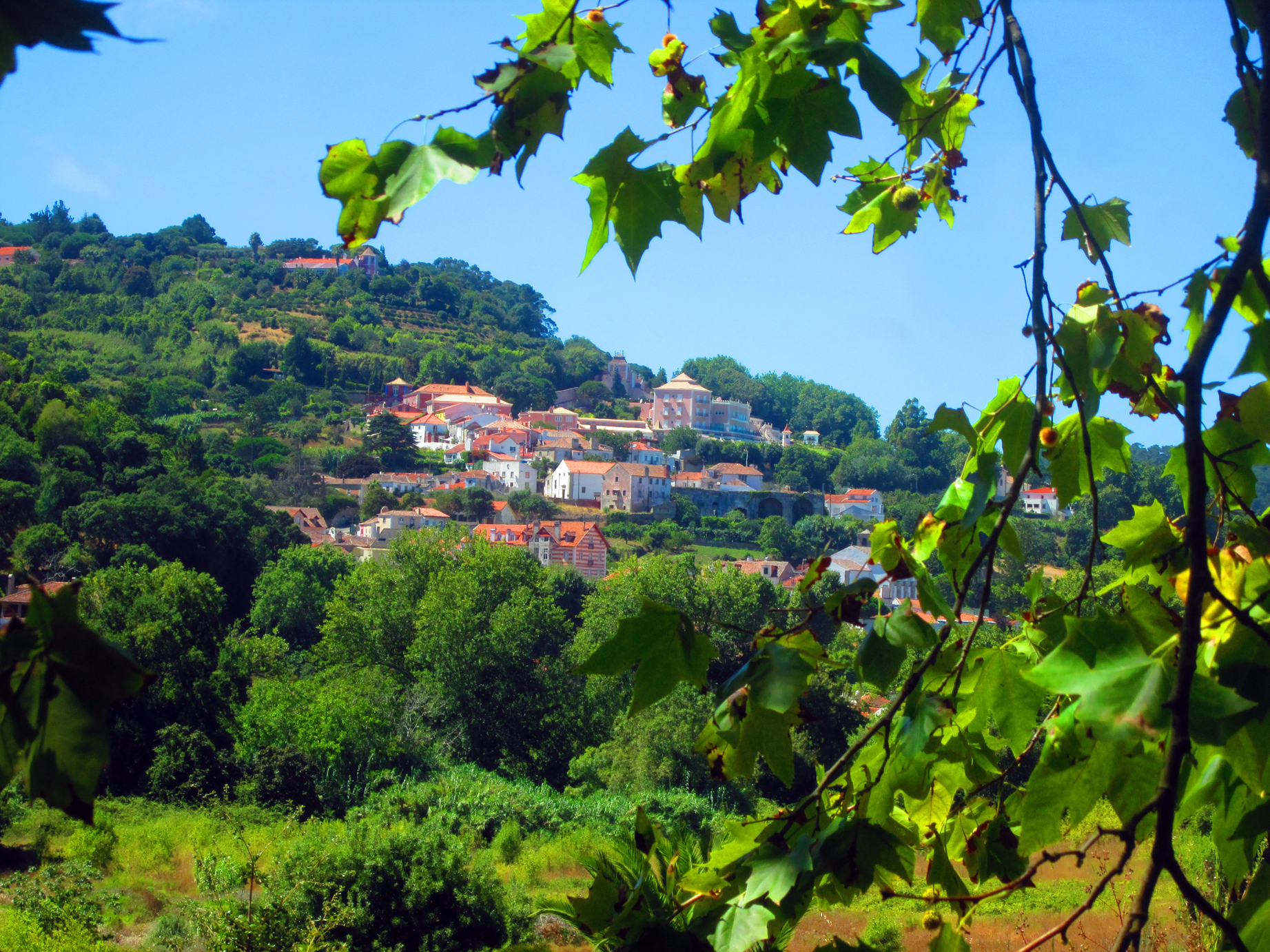
Quinta do Vinagre

A Quinta do Vinagre, no lugar do mesmo nome em Colares, entre a estrada de Sintra e a estrada velha, junto à Eugaria, é um importante conjunto arquitetónico, magnífico exemplar de casa nobre rural portuguesa, situada num dos locais mais pitorescos da zona, onde uma represa da Ribeira de Colares forma um pequeno lago.
A sua fundação remonta a meados do séc. XVI, altura da sua construção pelo Bispo de Silves e Lamego, D. Fernando Coutinho. Na fachada principal conserva duas inscrições datadas de 1586.
Os sucessores deste Bispo venderam a quinta a Gaspar de Sousa de Lacerda, de quem descendia Afonso Dique de Sousa, que instituiu o Morgadio do Vinagre, o qual morreu sem geração, sucedendo-lhe seu primo João Bollaert Dique.
Pouco antes do Terramoto de 1755, a Morgada de então, D. Mariana Joaquina de Paula Bollaert Dique, casou-se com Custódio José Bandeira, senhor de avultados meios, que fez na quinta consideráveis melhoramentos e lhe deu a traça setecentista que hoje mantém.
Aqui se produziu vinho, que foi comercializado e exportado para o Brasil durante alguns anos com o nome de Colares Dique.
Os monarcas e a família real visitavam regularmente a Quinta do Vinagre desde o tempo de D. João V, havendo notícias escritas das visitas deste rei e da Rainha D. Maria Ana em 1708 e da Rainha D. Maria I em 1777.
A Rainha D. Amélia, nas suas estadias em Sintra, ia muitas vezes passear, a pé ou de trem, pela estrada velha e parava para pintar no açude da Quinta do Vinagre, contando-se na família que era frequente, nas belas tardes de Verão, ouvir-se de repente a sua voz perguntando: Morgadinha, dás-me de merenda? 
O rei D. Carlos, que pintou uma vista da quinta, chamava à Morgada D. Maria José Dique Bandeira Nobre (1855-1932) a Morgada dos cabelos de ouro. Esta era filha de José Maria Dique Bandeira Nobre (1817-1884), antigo morgado e descendente dos primeiros proprietários.
Depois da morte desta última Morgada do Vinagre, as suas duas sobrinhas e herdeiras, por falta de meios que lhes permitissem saldar as inúmeras dívidas e hipotecas a que a quinta estava sujeita, venderam-na ao Estado.
Na Quinta do Vinagre foi instalado em 1926 o Preventório de Colares, que ali se manteve até pelo menos 1938 e que levou a casa à mais completa ruína. Esta instituição tinha como finalidade o internamento de crianças de primeira e segunda infância filhos de pai ou mãe tuberculosos ou em perigo de contágio pela tuberculose.
Da demolição a salvaram o 5º Conde de Mafra, D. Francisco de Melo Breyner (que morreu nesta quinta em 1963), e sua mulher a Condessa D. Maria Antónia Tedeschi Plácido, que a adquiriram nos anos 1940. A casa foi então restaurada, mantendo as tradições de casa nobre rural, de que são nomeadamente característicos os dois leões heráldicos que encimam o belo tanque do pátio de entrada.
Os herdeiros de D. Francisco venderam a casa nos anos 1960 ao milionário francês Pierre Schlumberger, casado com uma senhora portuguesa, D. Maria da Conceição Diniz (conhecida como São Schlumberger).
Dotado de vastíssimas possibilidades materiais e de extremo bom gosto, este casal adquiriu muitas quintas e terrenos adjacentes e procedeu a grandes melhoramentos na casa e em toda a quinta, que é hoje em dia um das mais belas propriedades da região.
Foi famosa a festa dada pelo casal Schlumberger em 4 de setembro de 1968, para a qual mandaram construir um novo portão principal aberto para a estrada de Sintra, ladeado por duas pilastras em pedra. Nesta festa, que muito deu que falar numa altura em que em Portugal não era habitual exibir riqueza, esteve presente a nata da alta sociedade mundial.
Em 15 de outubro de 1975 a casa foi vítima de um violento incêndio, mas foi felizmente restaurada em todo o seu esplendor, até aos dias de hoje.